# Радымно
Радымно (пол. Radymno, укр. Радимно) — город в Польше, входит в Подкарпатское воеводство, Ярославский повят. Занимает площадь 13,59 км². Население — 5621 человек (на 2005 год).

## История

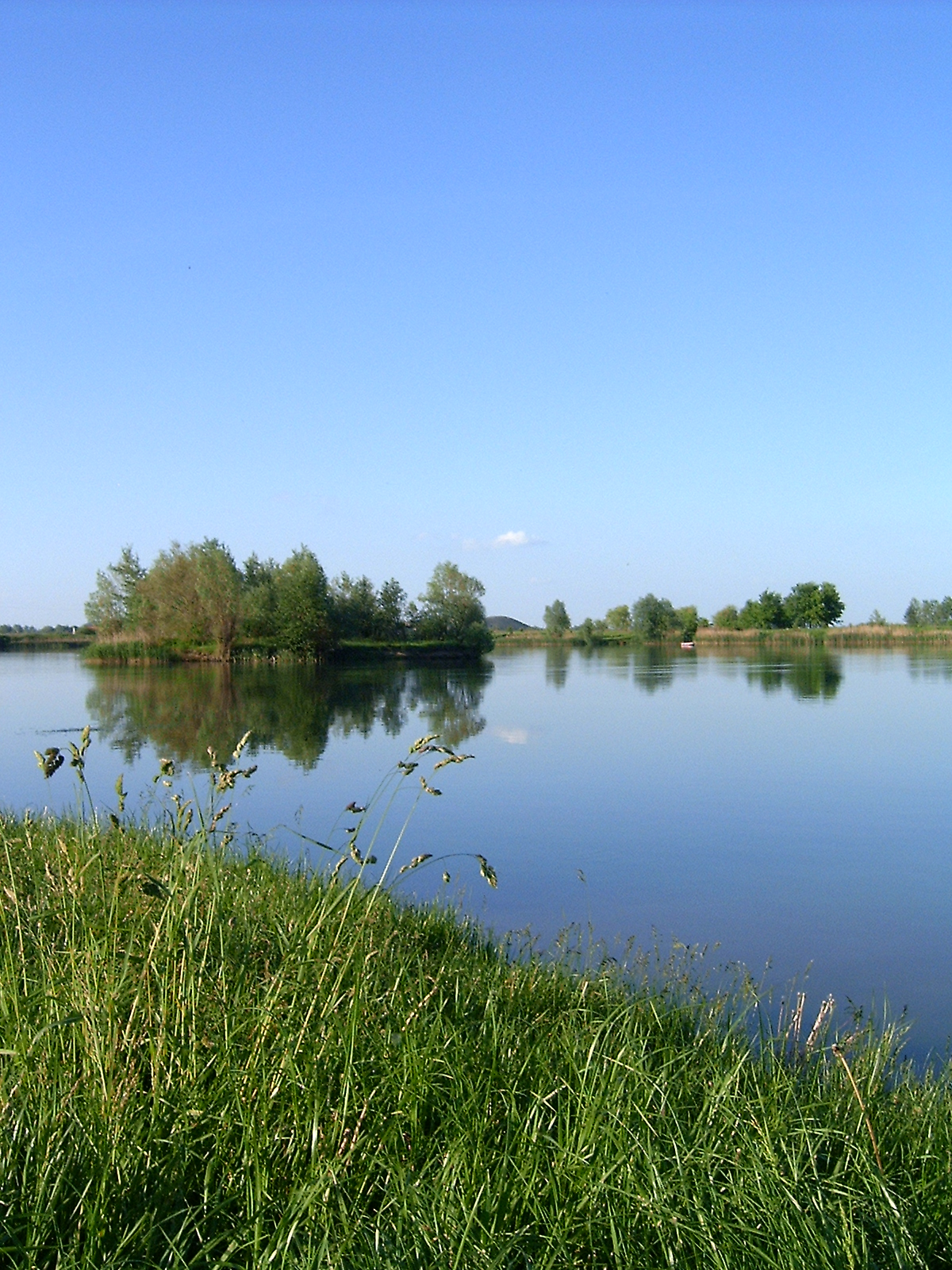
Радымно